# Parwiz Purhosejni
Parwiz Purhosejni (pers. پرویز پورحسینی; ur. 11 września 1941 w Teheranie, zm. 27 listopada 2020 tamże) – irański aktor teatralny, filmowy i telewizyjny.

## Życiorys
Najbardziej znany był z ról w filmach Mały nieznajomy (1989), Piąty sezon (1997) i Święta Maria (1997). Inne znane filmy, w których grał, to Człowiek, który stał się myszą (1985), Noc, która się wydarzyła (1988), Dzień anioła (1993) i Sen Leili (2007). Ukończył z tytułem licencjata sztuk performatywnych na Wydziale Sztuk Pięknych Uniwersytetu w Teheranie. W 1961 roku wraz z reżyserem Hamidem Samandarianem utworzył trupę aktorską o nazwie Pasargad. Poorhosseini pojawił się w ponad 35 filmach, ponad 70 programach telewizyjnych i 60 przedstawieniach teatralnych.
Zmarł 27 listopada 2020 roku w Teheranie z powodu powikłań związanych z COVID-19. Miał 79 lat.